# گمینا نگویسکا
گمینا نگویسکا (به لهستانی:  Gmina Niwiska) یک گمینا در لهستان است که در شهرستان کولبوشووا واقع شده‌است. گمینا نگویسکا ۹۵٬۱۹۲ کیلومتر مربع مساحت و ۵٬۷۸۰ نفر جمعیت دارد.